# 王大仁
王大仁（英語：Alexander Wang，1983年12月26日—），亞裔美國人时装设计师。他在2005年开创了品牌并于2008年获得CFDA / VOGUE时尚基金奖。他曾在2012年到2015年期间担任巴黎世家的设计总监。王大仁的设计风格以凸显都市风及善用黑色闻名。

## 早年境况
王大仁于1983年12月26日出身在美国加利福尼亚州的旧金山市，父親王啟瑜、母親應鶯是來自中國大陸的外省第二代，他和他的哥哥王大鲲（ang）一起长大。王大仁表示他并不会说普通话，同时他也和王薇薇没有亲属关系。
王大仁的小学和初中都是在加利福尼亚州圣何塞的哈克学校度过。九年级时，他升入圆石滩的史蒂文森学校就读，但随后转校至旧金山的德鲁学校并在这里高中毕业。在15岁那年，王大仁参加了中央圣马丁学院的一个暑期设计培训项目。
18岁时，王大仁搬家到了纽约市并在帕森设计学院就读大学课程。但是在就读帕森两年后，王大仁选择离开了学校并开始创业，因此他并没有从大学毕业。

## 职业生涯

### 发展初期
在帕森设计学院就读两年后，王大仁决定在2005年开创自己的时尚品牌；该品牌最初主要是针织衫系列。2007年秋季，王大仁首次在纽约时装周推出了他的完整女装成衣系列。2008年，他获得了由美国时装设计师协会和《时尚杂志》联合颁发的时尚基金奖并赢得了2万美元用以扩张他的时尚业务。同年，王大仁发表了他的第一个手袋系列。
在接连推出以黑色为主要色调的2008年秋季系列和以亮色（例如橙色、灰紫色、水绿色和深粉色）为主色调的2009年春季系列之后，王大仁的设计又恢复以黑色面料为主的风格，同时他的出色剪裁得到了广泛赞誉。

## 个人生活
王大仁是一名男同性恋者，同时也是LGBTQ社群的狂热支持者。2018年，他与安全套厂商特洛伊联名推出了限量版的胶囊系列，用以支持LGBT社群及举办同志骄傲庆典。
王大仁热衷举行派对的形象也广为人知，他也因此举办过许多明星云集的派对。例如：臭名昭著加油站派对、宝格丽×王大仁派对、纽约时尚周派对等。
王大仁目前居住在纽约市，但是他在纽约州多地拥有房产，例如韦斯特切斯特县和切尔西。